# Tübinger Tor
Das Tübinger Tor (früher Mettmannstor) in Reutlingen wurde im Jahr 1235 als Teil der Stadtmauer erbaut und 1330 mit einem Fachwerksaufsatz erweitert. Seine Höhe beträgt 36 Meter. Es ist eines von früher insgesamt sieben Stadttoren, von denen, neben dem Tübinger Tor, nur noch das Gartentor erhalten ist.

## Geschichte
Im Mittelalter wohnte im Tor der Türmer, der neben der Ausschau nach äußeren Feinden auch als Brandwache diente. Heute beinhaltet es einen besonderen Empfangsraum der Stadtverwaltung.

## Galerie

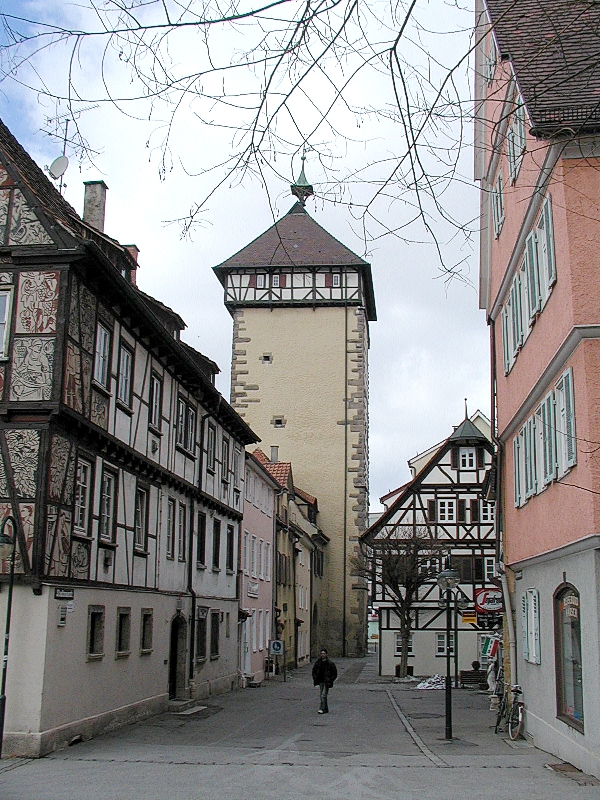
Ansicht vom Stadtinneren
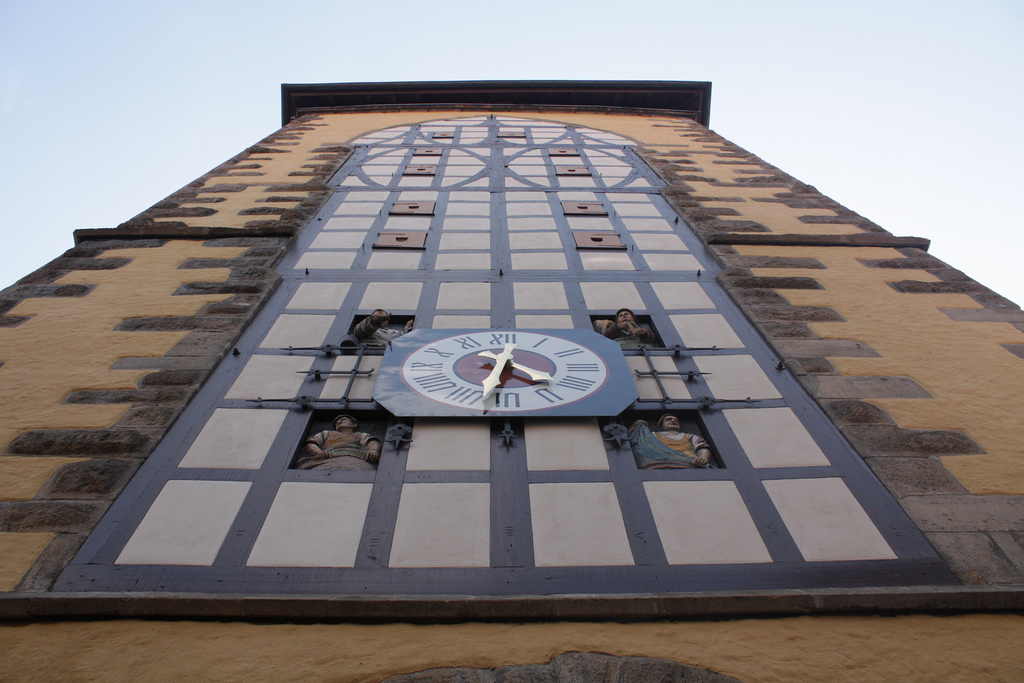
Außenansicht
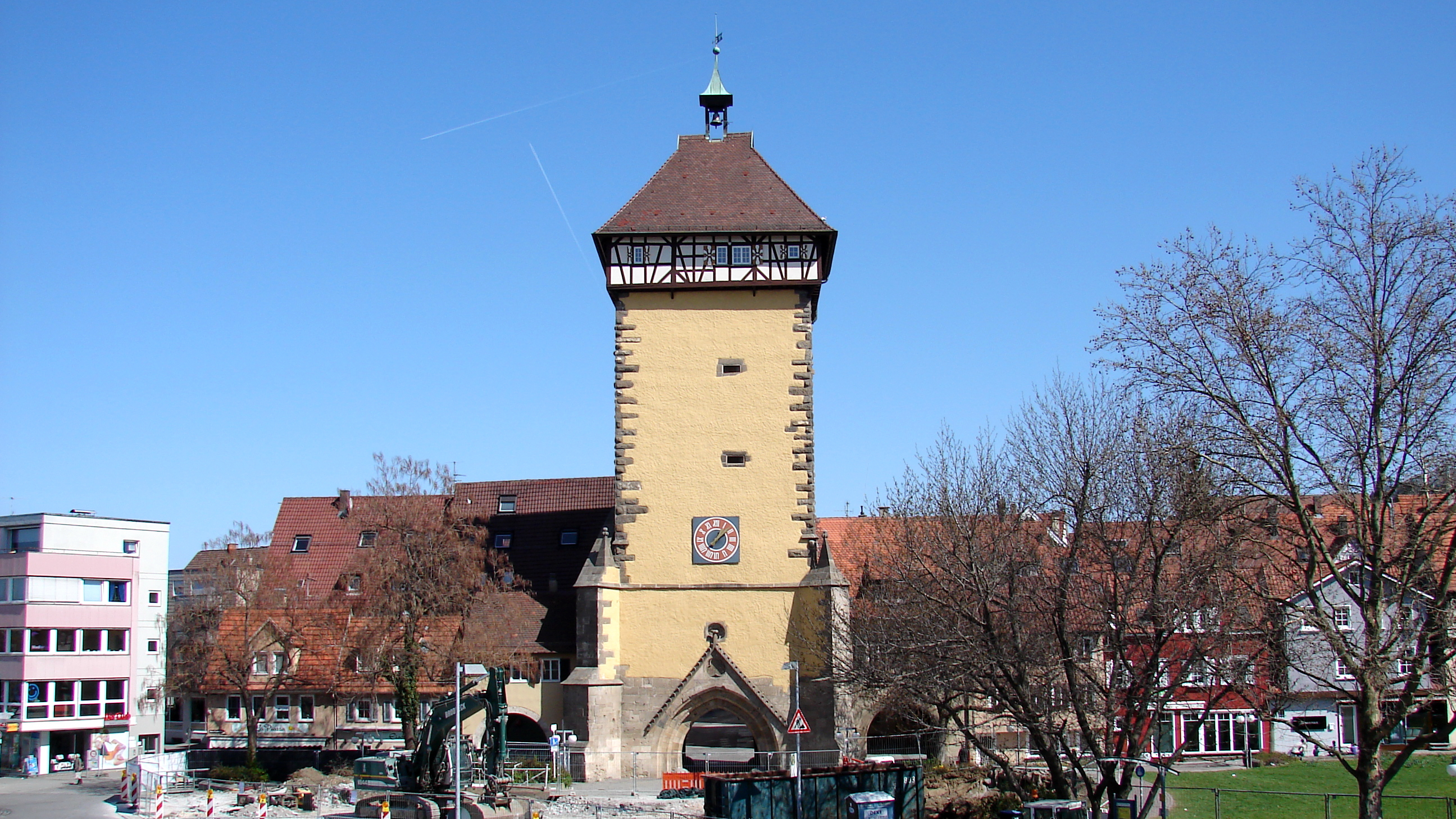
Ansicht von der Konrad-Adenauer-Straße
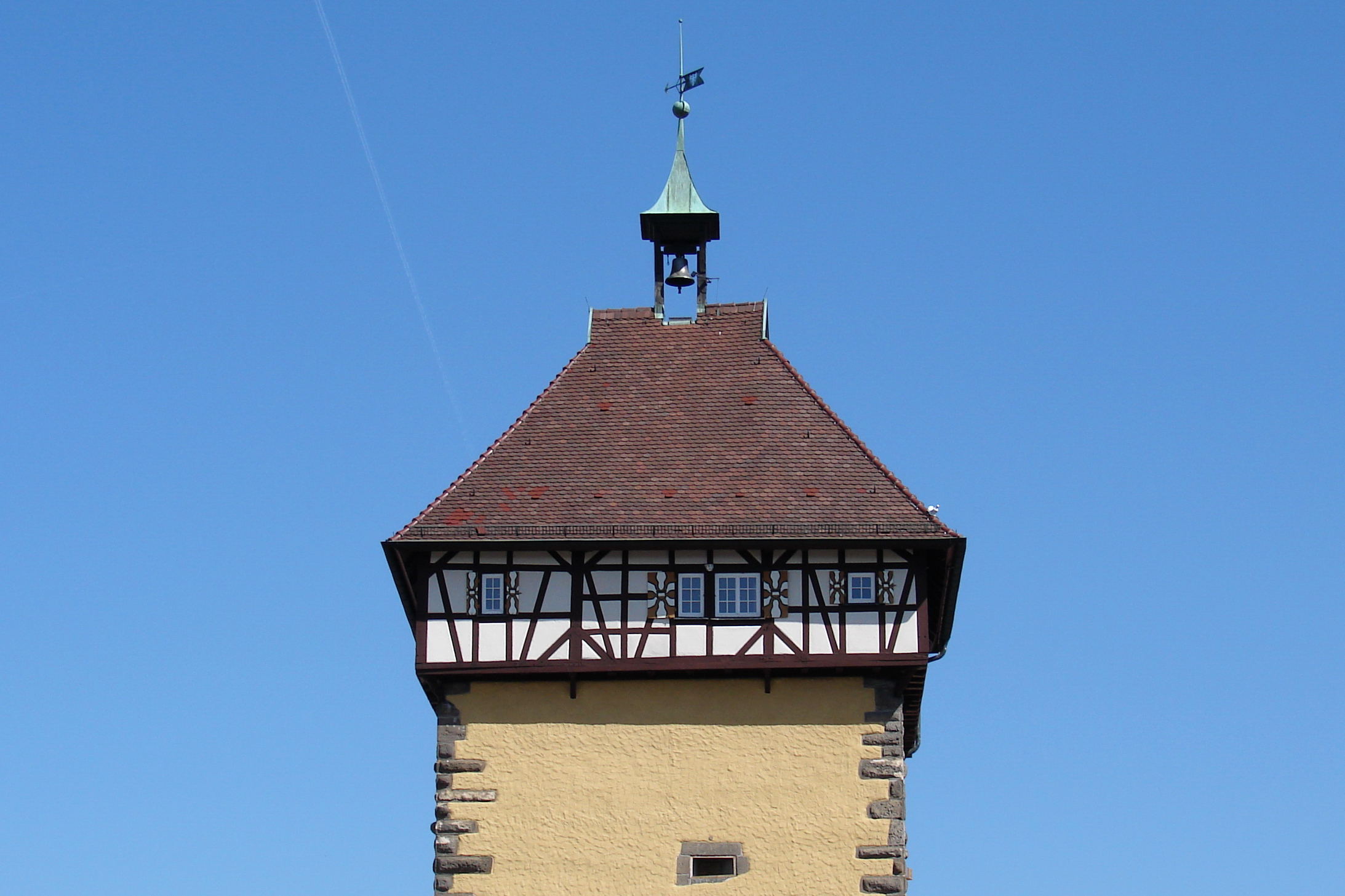
Fachwerksaufsatz von 1330
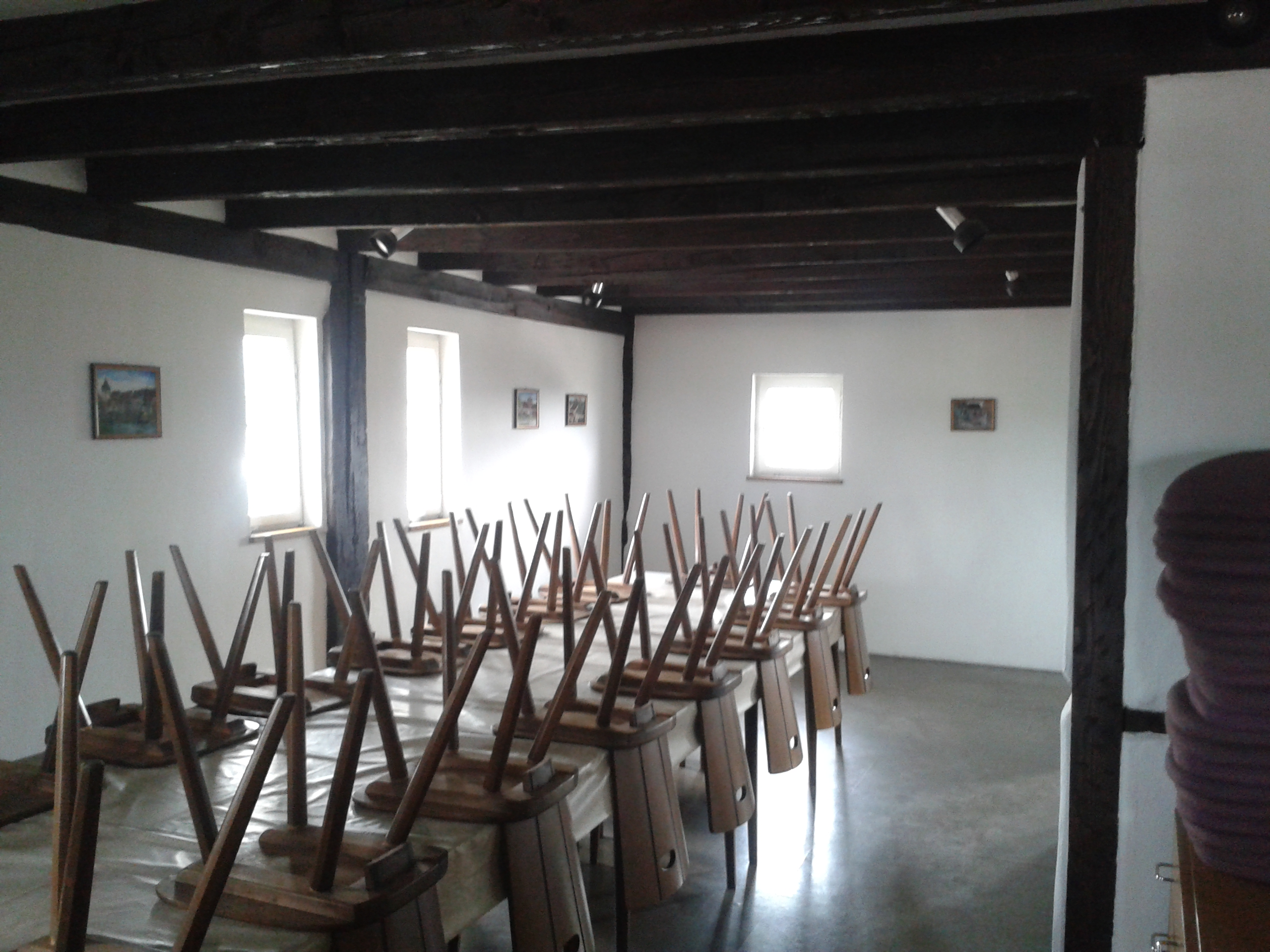
Empfangs- bzw. Sitzungsraum im Fachwerkaufsatz
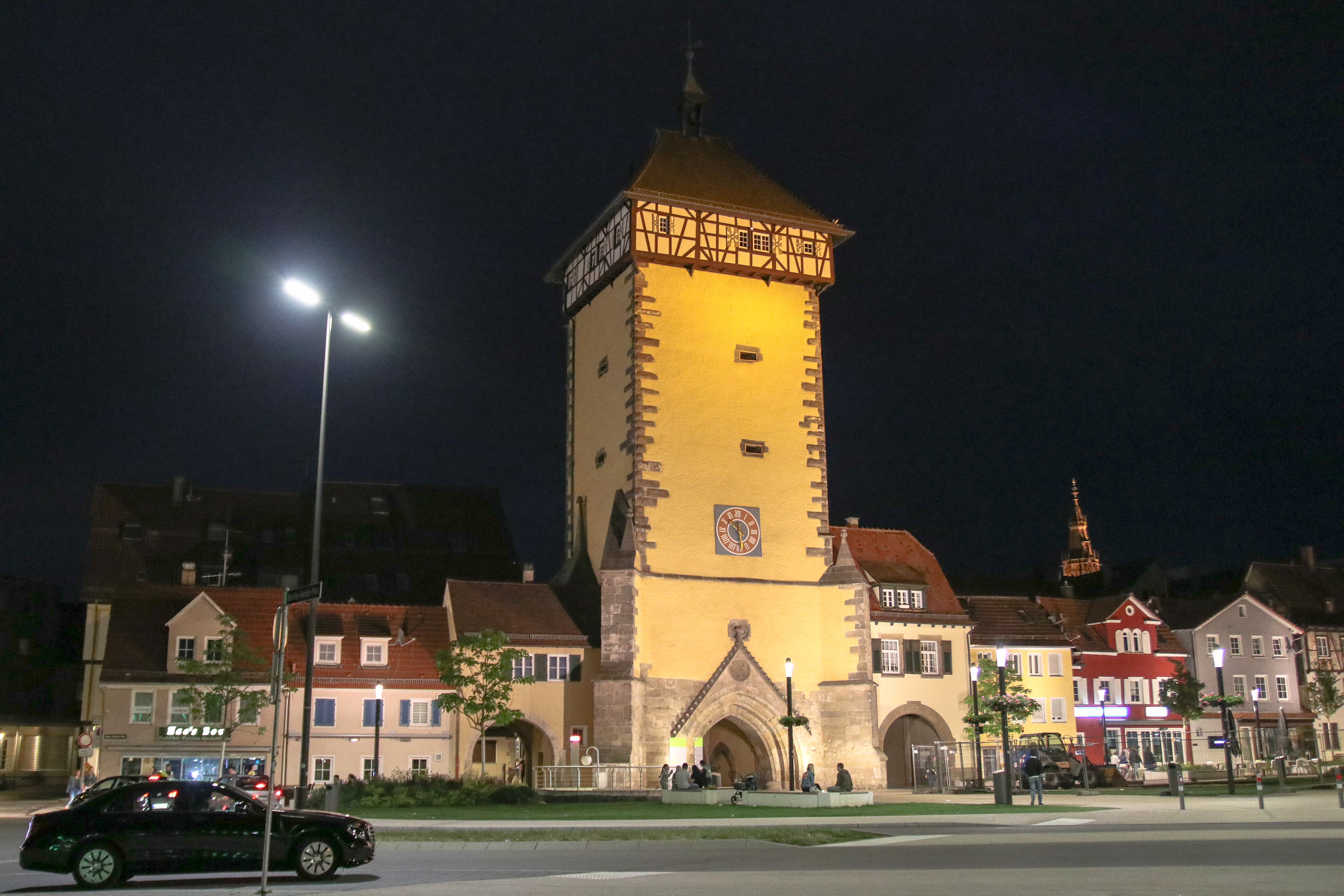
Das Tübinger Tor wird nachts beleuchtet